# Alessandro Dordi
Alessandro Dordi (Gandellino, 22 gennaio 1931 – Chimbote, 25 agosto 1991) è stato un presbitero italiano. 
Dichiarato martire con decreto firmato il 3 febbraio 2015, è stato beatificato il 5 dicembre 2015.

## Biografia

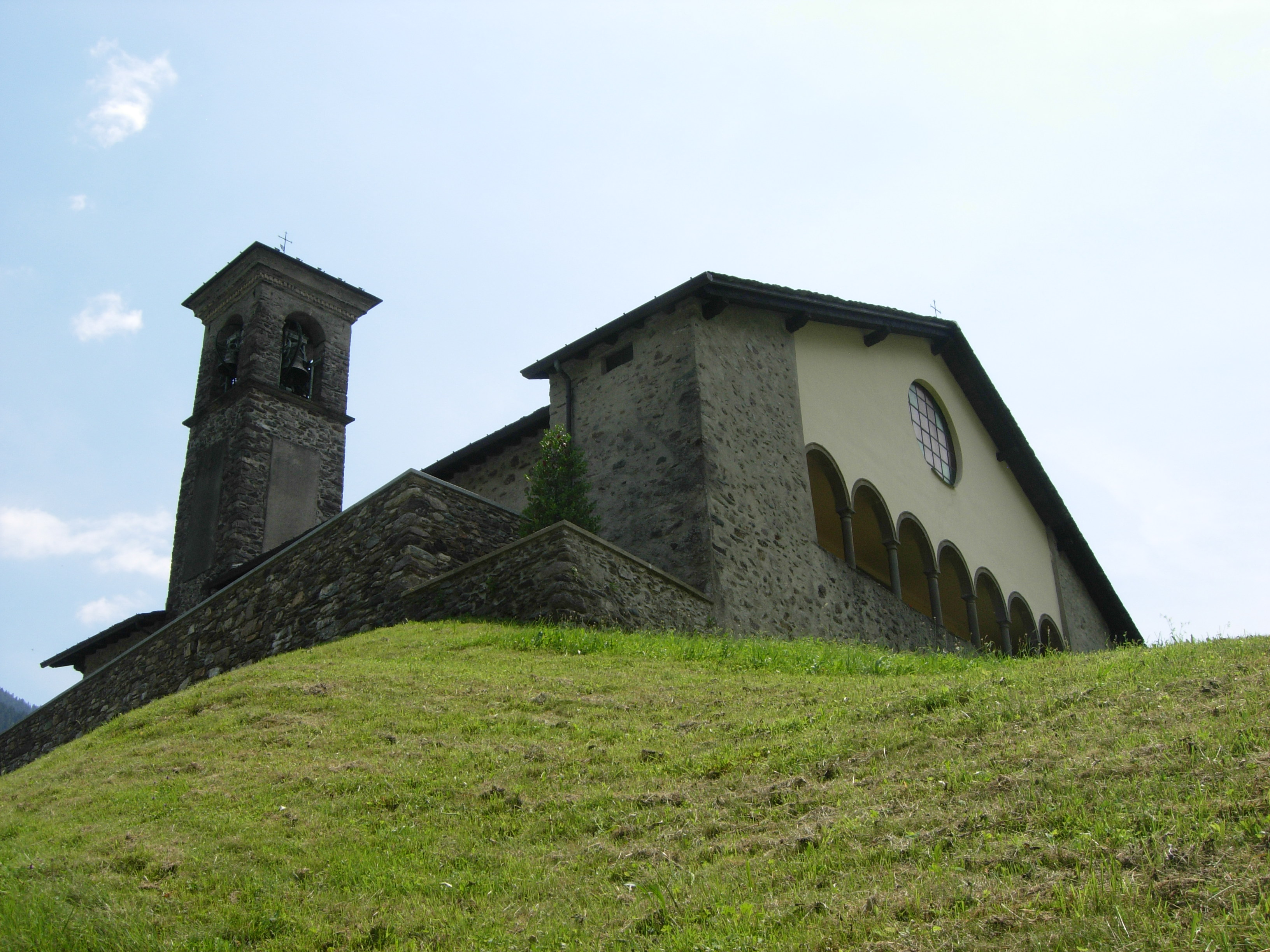
Gromo San Marino - Chiesa di Santa Maria Nascente

### Nascita e vocazione al sacerdozio
Nasce a Gromo San Marino, frazione del comune di Gandellino, in provincia di Bergamo, alta Val Seriana, secondo di una numerosa famiglia, composta in tutto da nove figli. Cresciuto in una comunità montana, dove la fede cristiana è molto profonda, matura il desiderio di diventare sacerdote e frequenta il Seminario diocesano di Bergamo, aderendo alla Comunità Missionaria del Paradiso, che prepara i futuri sacerdoti alle missioni sparse per il mondo.

### Ministero sacerdotale
Il 12 giugno 1954 viene ordinato sacerdote dal vescovo di Bergamo Giuseppe Piazzi e inviato a Porto Viro, nel Polesine alluvionato; dapprima nella parrocchia di Taglio di Donada, dove resterà fino al 1958 e poi in quella di Mea, dal 1958 al 1964, nella diocesi di Chioggia. Contemporaneamente copre il ruolo di direttore dalla scuola professionale di San Giuseppe Operaio.
Nominato cappellano degli emigrati italiani, trascorre 13 anni in Svizzera e viene poi assegnato in Perù, invitato dal vescovo della diocesi di Chimbote, nella parrocchia del Señor Crucificado a Santa, nella regione di Áncash. Con l'aiuto della Caritas spagnola apre un centro per la promozione della donna, organizzando un'associazione per le madri, fornendo loro gli strumenti per piccoli lavori manuali di taglio e cucito, ma anche corsi di pronto soccorso, igiene e salute. Ma l'aiuto della Caritas e la sua forte presenza sul territorio non sono viste di buon occhio dai guerriglieri di Sendero Luminoso, che accusano i sacerdoti stranieri di essere i servi dell'imperialismo. Il sacerdote sa di vivere una situazione di pericolo.
Nel suo ultimo viaggio in Italia, in un incontro confidenziale con monsignor Lino Bortolo Belotti, oltre a testimoniare d'essere malato di polmoni, confida anche le sue paure, tra cui quella che partendo, non avrà nessuna possibilità di ritorno in Italia, ma che non può abbandonare i peruviani dei suoi villaggi in un momento storico tanto difficile. Anche alla sua famiglia, prima di allontanarsi definitivamente confiderà la sua paura di un possibile non ritorno.

### Morte
Il 9 agosto nelle vicinanze di Santa vengono uccisi i sacerdoti polacchi Michele Tomaszek e Sbigneo Strzalkowski, che svolgevano la loro missione pastorale in 22 villaggi della diocesi di Chimbote, e dopo questa esecuzione compare su di un muro nella città di Santa la scritta:«Stranieri, il Perù sarà la vostra tomba»; don Sandro dirà: "il prossimo sarò io". Don Dordi scrive ad un amico sacerdote: «In questi giorni siamo particolarmente angosciati e preoccupati. Sicuramente hai saputo come il 9 di agosto Sendero Luminoso ha ammazzato due sacerdoti della Diocesi di Chimbote. Sono due francescani polacchi che lavoravano in una vallata come la mia: avevano 32 e 34 anni. Puoi immaginare la situazione di ansia in cui viviamo; ci sono inoltre delle minacce chiare di prossime uccisioni. Sendero Luminoso, che con il terrore vuole arrivare al potere, ha preso di mira la Chiesa… La situazione del Perù è angosciosa. Ogni giorno ci chiediamo: a chi toccherà oggi?».

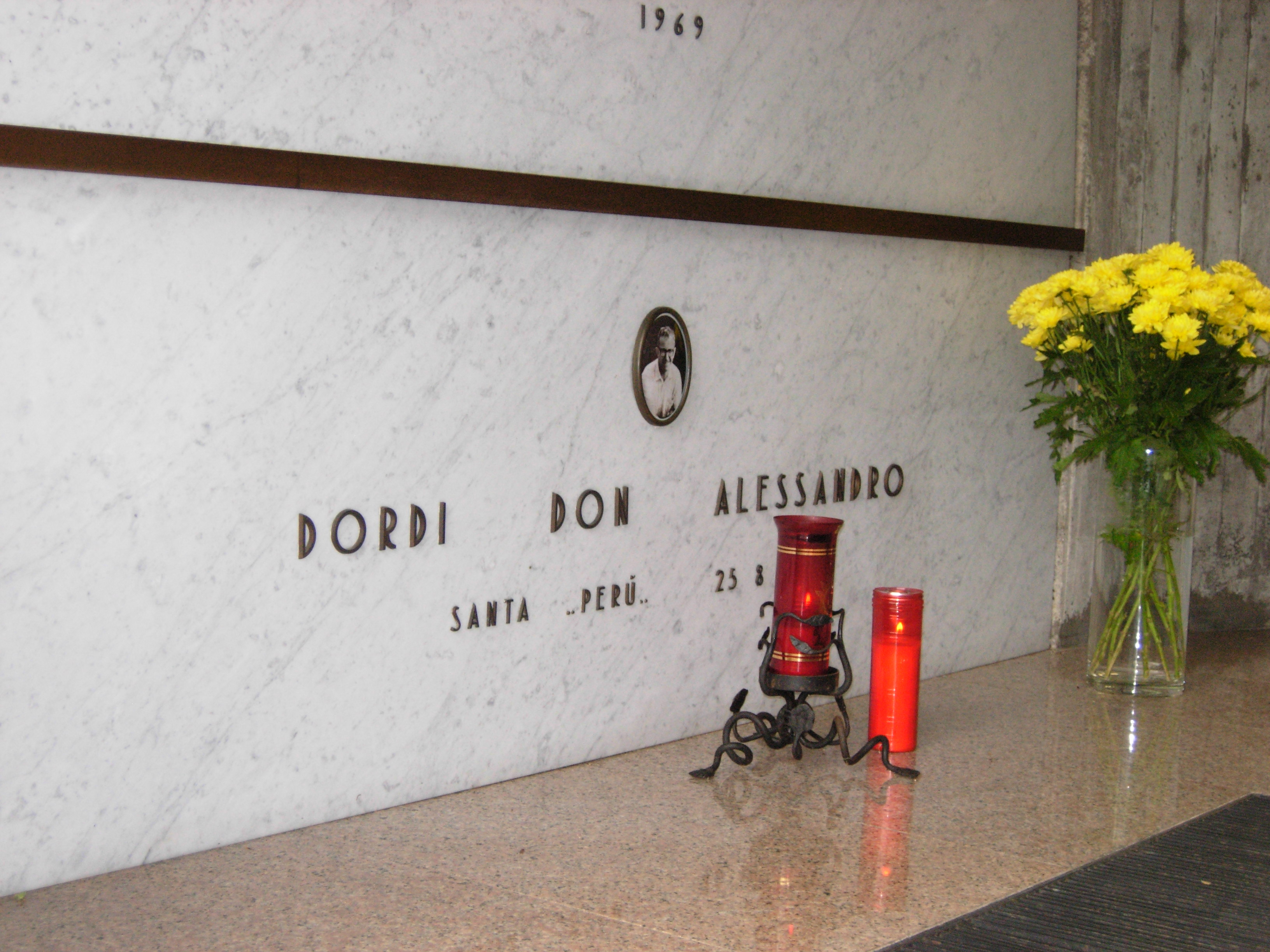
Loculo nel cimitero di Gromo San Marino a fianco della chiesa di Santa Maria Nascente

Domenica 25 agosto 1991 alle ore 17:15, mentre sta tornando dalla celebrazione eucaristica presso un villaggio accompagnato da due catechisti, che saranno poi i testimoni dell'accaduto, Gilberto Ávalos Tolentino e Orlando Orué Pantoja, trova bloccata la strada da due grosse pietre. Sceso dal mezzo viene fermato da due uomini incappucciati, uno con il fucile e l'altro con la pistola. Inutili le sue richieste di essere lasciato in vita; i due catechisti, allontanati, sentono gli spari, che uccidono il sacerdote. La sua morte viene subito attribuita, dalla polizia peruviana, al gruppo guerrigliero dei Sendero Luminoso.

## Beatificazione
La salma viene portata in Italia e i funerali, officiati dall'allora vescovo Giulio Oggioni, si tengono nella cattedrale di Bergamo e successivamente, nella chiesa parrocchiale di Gromo San Marino. Fra i concelebranti, c'è anche monsignor Bambarén, che esprime subito la sua volontà di avviare la causa di beatificazione. Da allora, i resti mortali di don Alessandro riposano nella tomba di famiglia nel piccolo cimitero del paese, proprio accanto alla parrocchiale.
La causa di beatificazione di don Alessandro Dordi si svolge nella diocesi di Chimbote dal 9 agosto 1996 al 25 agosto 2002, unita a quella dei padri Michał Tomaszek e Zbigniew Strzałkowski, aperta e chiusa da monsignor Bambarén. In contemporanea, si tennero anche le inchieste rogatorie; quella per il sacerdote bergamasco, come chiede la regola, si svolse nella diocesi d'origine.
Malgrado la causa di beatificazione diocesana per martirio in odium fidei viene chiusa il 24 ottobre 2003, i teologi chiesero che venissero chiariti ulteriormente alcuni aspetti, perché non rimanesse il sospetto ci fosse stato da parte dei missionari un coinvolgimento politico, o una vicinanza con i guerriglieri, a sostegno della popolazione locale, accuse di comunismo create dalla destra peruviana. Dalla documentazione risultava tuttavia chiaro che furono uccisi poiché i guerriglieri consideravano la loro opera pastorale e la fede un ostacolo alla loro propaganda. Il 25 novembre 2011 viene consegnata presso la Congregazione delle cause dei santi la positio super martyrio. Il 22 ottobre 2014 monsignor Bambarén chiede di incontrare papa Francesco in Vaticano per sollecitare la conclusione della vicenda. Il 3 febbraio 2015 papa Francesco approva il «martirio in odio alla fede».
La beatificazione si è svolta il 5 dicembre 2015 a Chimbote, con quella dei due francescani polacchi, Michele Tomaszek e Sbigneo Strazalkowski alla presenza di circa 30.000 persone, nello stadio della città. Presenti numerose autorità, tra di loro il presidente Ollanta Humala, il primo ministro Pedro Cateriano e altri 4 ministri, l'ambasciatore d'Italia a Lima, Mauro Marsili, e quello di Polonia.